# Францішек Смолька
Францішек Ян Смолька (пол. Franciszek Jan Smolka; 5 листопада 1810, Калуш, нині Україна — 4 грудня 1899, Львів) — польський політик, правник, президент австрійської Державної ради в 1880-х роках.

## Життєпис

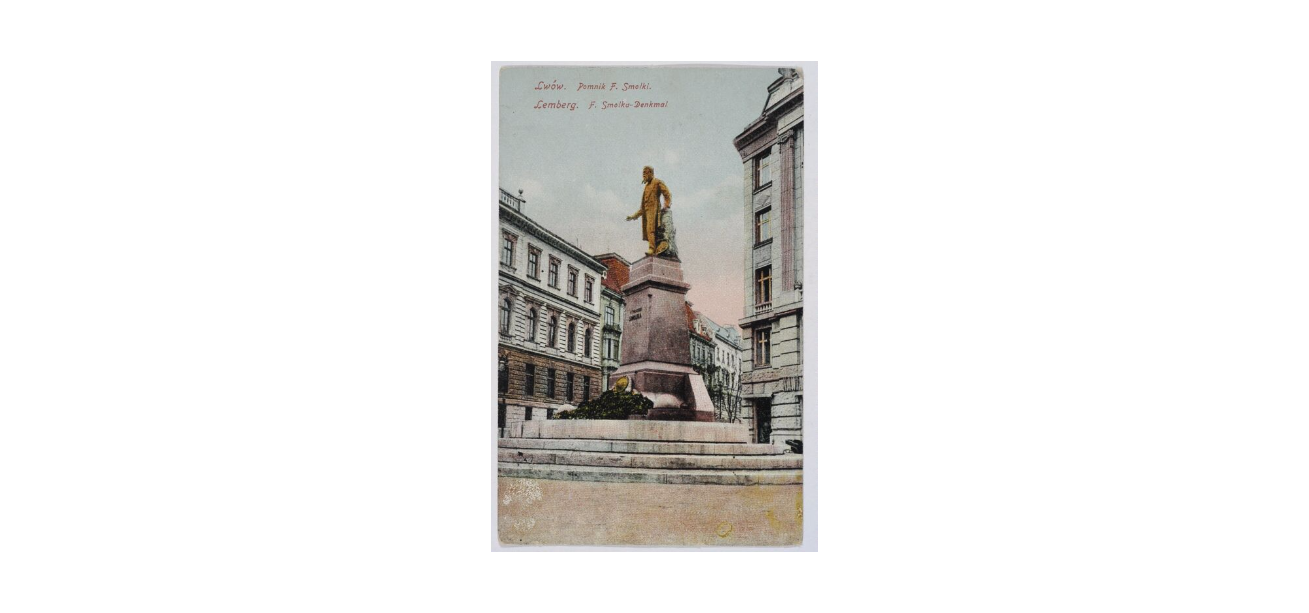
Пам'ятник Ф. Смольці, Львів

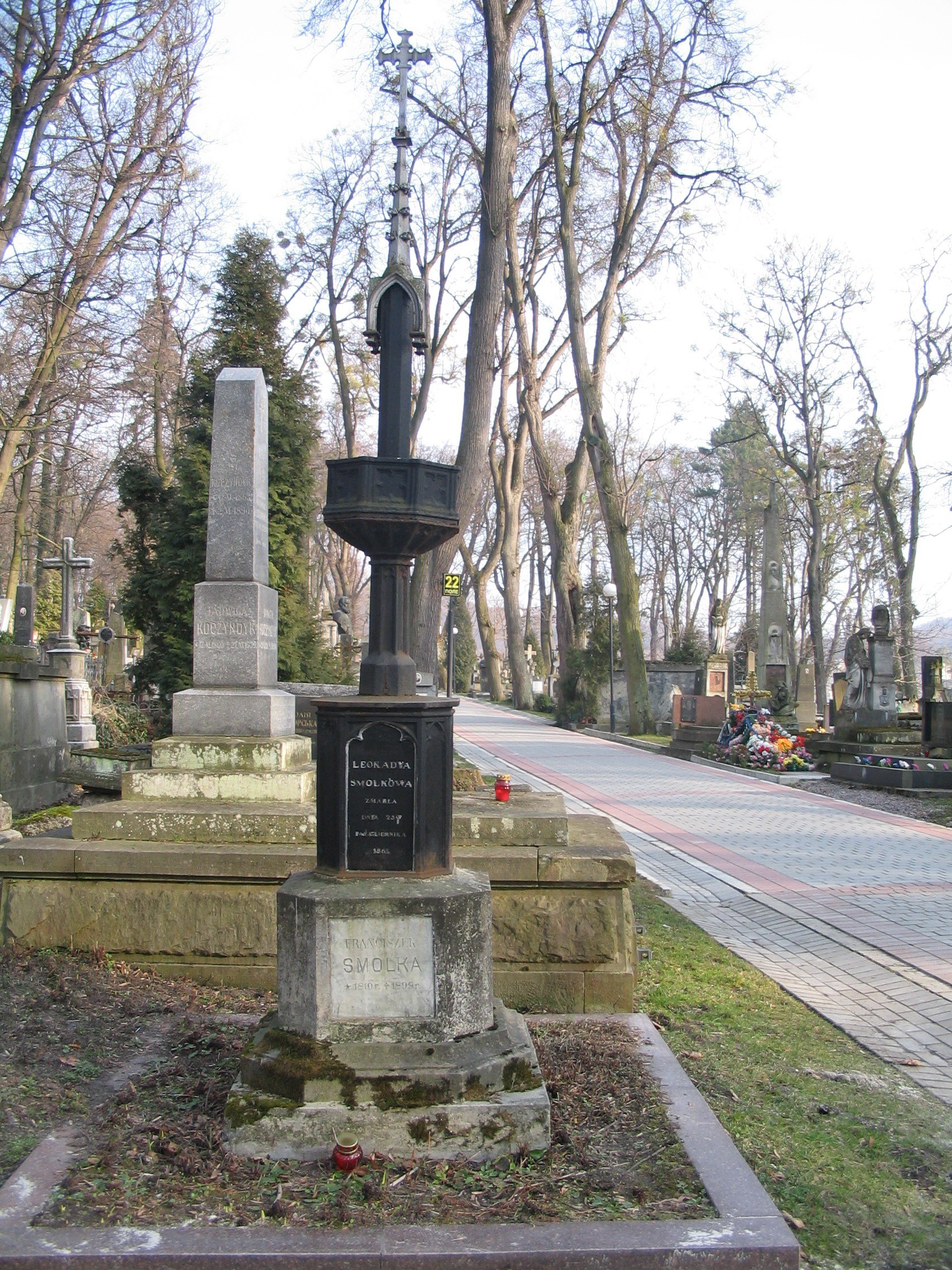
Могила, Личаківський цвинтар

Народився 5 листопада 1810 в м. Калуш (Королівство Галичини і Володимирії, Австрійська імперія, нині Івано-Франківської области, Україна) в родині поручника війська Австрійської імперії, потім соляного урядника Вінцентія Смольки (Вінцента Шмольке), який походив із знімеченої чеської родини (за іншими даними, батько — німець), що осіла в Пруській Сілезії, та його дружини Анни Немет — угорки за походженням.
Спочатку навчався вдома, потім у домініканів у Львові. У 1831 році закінчив відділ права Львівського університету. Працював у прокуратурі скарбниці у Львові, 1834 року почав працювати в адвокатській канцелярії Павела Родаковского. 1836 року захистив докторат права. У 1840 році відкрив власну адвокатську канцелярію.
Після виїзду Северина Ґощинського з Галичини (літо 1838) був фактичним керівником «Стоваришення люду польського». Протидіяв повстанським тенденціям у ньому, агітації серед селянства, практично розкрив конспірацію. 29 серпня 1841 був заарештований, 3,5 роки відбув у в'язниці. До Смольки неприхильно ставився Людвік Яблоновський, а вийти з ув'язнення сприяв Гуґо Вісньовский. 21 січня 1845 отримав вирок смерти водночас із помилуванням; був позбавлений адвокатської практики, працював у канцеляріях інших адвокатів.
1848 — брав участь у революційних подіях у Відні, під час яких намагався врятувати від самосуду збуреного натовпу військового міністра графа Лятура, але марно: його повісили на очах у Смольки. 1848 року був членом польської Центральної національної ради.
Після революції 1848 набув маєтності в Моршині (тут експериментував із дренуванням), Корчині, Крушельниці. З 1861 року член міської ради Львова. 1868 року створив у Львові «Народно-демократичне товариство» для протидії тій частині польського міщанства, яка під керівництвом Флоріяна Земялковского погоджувалась на компроміс із Віднем.
У 1860-х роках був ініціатором і керівником спорудження «Кургану Люблінської унії» на Високому Замку у Львові.
1871 року програв кілька голосів під час виборів на посаду президента міста Львова Ф. Зємялковскому. Також у цей час мав бізнесові невдачі та значні борги, через що вирішив накласти на себе руки — перерізав горло лезом бритви, однак його врятували лікарі. Борги після продажу маєтностей допоміг виплатити граф Володимир Дідушицький.
1881 — обраний президентом Палати послів Державної ради (Райхсрату) (нижня палата австрійського парламенту). Після відставки цісар надав Ф. Смольці місце дожиттєвого члена Палати панів (Палаті вельмож) австрійського Райхсрату.
Проживав і помер на другому поверсі будинку № 18 на вул. Словацького. Був похований урочисто коштом влади краю на Личаківському цвинтарі Львова.

## Вшанування
На площі П. Григоренка у Львові (колись площа Ф. Смольки) у 1913-1949 стояв пам'ятник Францішекові Смольці, виконаний Тадеушем Блотницьким.